# قورساوية
القورساوية (الاسم العلمي: Corideae) هي قبيلة من النباتات تتبع فصيلة الربيعية من الرتبة الخلنجيات.

## أجناس القورساوية
تضم هذه القبيلة النباتية جنساً وحيداً هو:
- القورس